# Ambassade de France au Botswana
L'ambassade de France au Botswana est la représentation diplomatique de la République française auprès de la république du Botswana. Elle est située à Gaborone, la capitale du pays, et son ambassadeur est, depuis 2022, Olivier Brochenin.

## Ambassade
L'ambassade est située sur Robinson Road à Gaborone, au centre de la ville, près de Main Mall. Elle n'accueille plus de section consulaire.

## Ambassadeurs de France au Botswana
| De   | À    | Ambassadeur                        | Résidence |
| ---- | ---- | ---------------------------------- | --------- |
| 1967 | 1970 | Albert de Schonen                  | Lusaka    |
| 1970 | 1972 | Édouard Hutt                       | Lusaka    |
| 1972 | 1976 | Gérard Le Saige de La Villesbrunne | Lusaka    |
| 1976 | 1979 | Jean Français                      | Lusaka    |
| 1979 | 1984 | Jacques Gasseau                    | Lusaka    |
| 1984 | 1987 | Yves Plattard                      | Lusaka    |
| 1987 | 1990 | Jean-Pierre Guyot                  | Lusaka    |
| 1990 | 1995 | Pierre Cornée                      | Lusaka    |
| 1993 | 1995 | Jean Brouste                       | Lusaka    |
| 1995 | 1998 | Frédéric Baleine du Laurens        | Windhoek  |
| 1998 | 2001 | Eugène Berg                        | Windhoek  |
| 2001 | 2006 | Pierre Coulont                     | Gaborone  |
| 2006 | 2008 | Jean-Pierre Courtois               | Gaborone  |
| 2008 | 2013 | Geneviève Iancu,                   | Gaborone  |
| 2013 | 2016 | Anne Vidal de La Blache            | Gaborone  |
| 2016 | 2019 | Pierre Voillery                    | Gaborone  |
| 2019 | 2022 | Laurence Beau                      | Gaborone  |
| 2022 | auj. | Olivier Brochenin                  | Gaborone  |

## Relations diplomatiques
La France a nommé un ambassadeur résident à Gaborone en juillet 2001, qui est également représentant de la France auprès de la SADC. De 1967 à 2001, l'ambassadeur accrédité auprès du Botswana était en résidence à Lusaka ou à Windhoek. Jusqu'à 2019, l'ambassadeur du Botswana en France, était en résidence à Bruxelles. Une ambassade de plein exercice a ouvert à Paris en mars 2019, rue de Malakoff, dans le 16e arrondissement, puis à Neuilly-sur-Seine et enfin, à Boulogne-Billancourt .

### LeMalawi
La France entretient une ambassade au Malawi dès l'indépendance du pays, déclarée le 6 juillet 1964. Elle est située à Blantyre, capitale jusqu'en 1974, puis à Lilongwe, proclamée nouvelle capitale le 1er janvier 1975. La France ferme son ambassade en 1996 et est alors représentée par l'ambassadeur de France en Zambie, en résidence à Lusaka. Depuis le 1er janvier 2015, la représentation diplomatique de la France au Malawi est assurée par l'ambassade au Zimbabwe.

## Consulat
L'ambassade à Gaborone ne dispose plus de section consulaire depuis le 1er juin 2016. La Botswana dépend de la circonscription consulaire du consulat général de Johannesburg. Des permanences consulaires se tiennent tous les trois mois environ. Un consul honoraire exerce à Maun.

### Communauté française
Au 31 décembre 2016, 117 Français sont inscrits sur les registres consulaires au Botswana.
| 2001 | 2002 | 2003 | 2004 |
| ---- | ---- | ---- | ---- |
| 75   | 67   | 73   | 77   |

| 2005 | 2006 | 2007 | 2008 |
| ---- | ---- | ---- | ---- |
| 79   | 89   | 98   | 114  |

| 2009 | 2010 | 2011 | 2012 |
| ---- | ---- | ---- | ---- |
| 113  | 114  | 122  | 126  |

| 2013 | 2014 | 2015 | 2016 |
| ---- | ---- | ---- | ---- |
| 120  | 125  | 120  | 117  |

### Circonscriptions électorales
Depuis la loi du 22 juillet 2013 réformant la représentation des Français établis hors de France avec la mise en place de conseils consulaires au sein des missions diplomatiques, les ressortissants français d'une circonscription recouvrant l'Afrique du Sud, le Botswana, le Mozambique et la Namibie élisent pour six ans trois conseillers consulaires. Ces derniers ont trois rôles : 
1. ils sont des élus de proximité pour les Français de l'étranger ;
2. ils appartiennent à l'une des quinze circonscriptions qui élisent en leur sein les membres de l'Assemblée des Français de l'étranger ;
3. ils intègrent le collège électoral qui élit les sénateurs représentant les Français établis hors de France.

Pour l'élection à l'Assemblée des Français de l'étranger, le Botswana appartenait jusqu'en 2014 à la circonscription électorale de Johannesburg comprenant aussi l'Afrique du Sud, le Lesotho, le Malawi, le Mozambique, la Namibie, le Swaziland, la Zambie et le Zimbabwe, et désignant un siège. Le Botswana  appartient désormais à la circonscription électorale « Afrique centrale, australe et orientale » dont le chef-lieu est Libreville et qui désigne cinq de ses 37 conseillers consulaires pour siéger parmi les 90 membres de l'Assemblée des Français de l'étranger. 
Pour l'élection des députés des Français de l’étranger, le Botswana dépend de la 10e circonscription.